# مینووانگودا
مینووانگودا (به لاتین: Minuwangoda) یک منطقهٔ مسکونی در سری‌لانکا است که در استان غربی، سری‌لانکا واقع شده‌است.

## خصوصیات
مینووانگودا ۱۷۸٬۴۰۱ نفر جمعیت دارد.